# Борго Санта Катерина (Виченца)
Борго Санта Катерина је насеље у Италији у округу Виченца, региону Венето.
Према процени из 2011. у насељу је живело 62 становника. Насеље се налази на надморској висини од 91 м.